# Отто-Майглер-Зе
Отто-Майглер-Зе (нем. Otto-Maigler-See) — затопленный карьер в городе Хюрт, в Германии, в земле Северный Рейн — Вестфалия. Озеро возникло в результате планового затопления карьера по добыче бурого угля. Площадь поверхности — 0,505 км². Высота над уровнем моря — 88,7 м.

## Положение
Водоём располагается на юго-запад от города Кёльн, целиком в пределах города Хюрт. Он находится в зелёной зоне рекультивации выработанного буроугольного бассейна. Добыча угля в Хюрте и окрестностях велась с начала нового времени. В настоящее время (с 1977 года) рекреационная зона, свободная для прогулок, располагается между районами Хюрта Берренрат, Глойель, Альстедтен-Бурбах, Альт-Хюрт и индустриальной зоной химического завода Кнапзак. Расположенные вблизи заповедные зоны — например, находящееся вблизи маленькое Хюртское лесное озеро — не предназначены для свободного посещения и огорожены забором с колючей проволокой или густо растущими кустарниками.

## Возникновение
Водоём возник после затопления карьера по добыче бурого угля грунтовыми водами. 3 октября 1959 года управление горными работами города Брюль утвердило общий план рекультивации земель, разработанный фирмой Rheinbraun. По заказу коммуны города Хюрт план был доработан и реализован под руководством кёльнского архитектора Виктора Каллеса (Victor Calles). В настоящее время территория находится под защитой и в юрисдикции рейнландского природного парка. Оставшиеся между тремя изначальными карьерами перегородки были удалены, чтобы соединить площадь в одну акваторию. Одновременно был обустроен пляж на северо-западном берегу. Водоём расположен на возвышенности примерно на 30 метров выше окружающей местности и окружен тремя рядами защитных лесных насаждений, чтобы защитить находящиеся рядом земли сельскохозяйственного назначения от увеличившегося воздействия западных и юго-западных ветров. Деревья высажены на склонах и вершинах холмов, внутри которых располагается водоём. Кроме того, края холмов были выровнены для улучшения качества рекультивации и облегчения посадки деревьев. Они были выровнены таким образом, что образовался окружной пешеходный путь, находящийся на одной линии высоты, гармонично вписывающийся в окружающую среду.

## Название
24 июля 1967 года муниципалитет Хюрта по предложению своего руководителя Отто Рэкке (Otto Räcke) постановил назвать новообразованное регатное озеро «Отто-Майглер-Зе».
Название посвящено умершему незадолго до этого (20 июня 1967 года) основоположнику горного дела в Хюрте и руководителю фирмы Roddergrube AG Отто Майглеру.
Майглер был членом Совета председателей фирмы Rheinbraun, ответственным за лесовосстановление и рекультивацию пейзажа. Кроме того, он сыграл важную роль в планировании перемещения района Берренрат. Район был заново отстроен на уже выработанной (в плане добычи угля) территории бывшей деревни Альденрат в непосредственной близости к затопленному карьеру.

## Экология

### Общие сведения
Фирма RWE Power AG (бывшая RWE Rheinbraun AG) начиная с середины 60-х выставляет тендерный заказ на изучение и документацию растительного и животного мира рекультивированной области. Эта площадь является также предметом множества дипломных и докторских работ.

### Фауна
Водоём является постоянной и зимней квартирой для множества видов утиных. В нём обитают лысухи, хохлатая чернеть, кряква, красноголовый нырок, а также большое количество лебедей-шипунов. Также имеется переменное количество больших бакланов и гоголей обыкновенных. Водным птицам предоставлено место для спокойного размножения в соседнем строго охраняемом и огороженном хюртском лесном озере.
Отто-Майглер-Зе — это также рыболовный водоём. В год его открытия (1977) также был создан рыболовный клуб Burbach, который совместно с близлежащими рыболовными клубами заботится о водоёме и его рыбных запасах. В Отто-Майглер-Зе водятся речной угорь, щука, карп, линь, судак, окунь. Тем самым ненароком клуб привлёк большое число также рыбачащих спокойными зимами бакланов.

### Флора
Отто-Майглер-Зе располагается в лесной местности, площадью 142 гектара. В водоёме обнаружены редкие и охраняемые растения, такие как рдест и роголистник.

### Донные отложения
Как и почти во всех окрестных водоёмах, дно образовано слоистыми глинами и остатками бурых углей. Дно покрыто слоем осадков листьев и водных растений, а также детритом и илом.

### Гидрологические данные
Отто-Майглер-Зе располагается в северной части группы искусственных водоёмов с названием Филле (Ville-Seen). Оно длинное и узкое и питается грунтовыми водами. Уровень также регулируется системой переливов (регуляция происходит совместно с хюртским лесным озером, соединенным с Отто-Майглер-Зе регулируемым ручьём). Благодаря малой глубине вода циркулирует круглогодично во всей акватории под влиянием ветра (в отличие от глубоководных водоёмов).

### Качество воды
Организация, занимающаяся измерением качества товаров, в 2008 году охарактеризовала воды Отто-Майглер-Зе как рекомендуемые к купанию. Вследствие использования водоёма для купания кормление птиц в нём запрещено. Из-за регулярного использования водоёма для рекреационных и спортивных мероприятий водоросли и прочая водная растительность регулярно обрезаются и удаляются специальной водной косилкой (так называемой «морской коровой»).

## Использование
Отто-Майглер-Зе — одним из пяти утверждённых к купанию водоёмов в районе Рейн-Эрфт. Каждый купальный сезон департамент здравоохранения проводит исследование воды согласно директивам ЕС. Также проверяется порядок купания. У Отто-Майглер-Зе также имеется пляж с рестораном. В летние вечера там проводятся различные мероприятия, например, пляжные вечеринки и концерты. На Отто-Майглер-Зе можно заниматься сёрфингом, греблей и парусным спортом. На водоёме можно расположить шесть гоночных трасс, таким образом возможно проводить соревнования.
Использование Отто-Майглер-Зе делят между собой ряд клубов. Некоторые из них (например, рыболовный) были образованы сразу после открытия водоёма. Клубами, занимающимися водоёмом, являются также бывший монастырь Мариенборн (Хюрт-Бурбах), клуб пловцов, клуб байдарочников, а также клуб парусного спорта.
Хюртский клуб виндсёрфинга также имеет свою площадку в восточной части Отто-Майглер-Зе. Названия клубов и их подразделений можно посмотреть на официальной веб-странице города Хюрт.
Зона отдыха с велосипедными и прогулочными дорогами хорошо досягаема из любой части города. Жители Кёльна могут достичь Отто-Майглер-Зе по улице Берренратерштрассе (Berrenrather Straße) и параллельно расположенным велосипедным дорожкам через кёльнский зелёный квартал (Kölner Grüngürtel). Вокруг водоёма есть дорожка для прогулок с указателями, начинающимися из Альт-Хюрта. Рядом с пляжем есть парковка и остановка хюртского автобуса.